# Sidewalks
"Sidewalks" é uma canção do cantor canadense The Weeknd, com a participação do rapper americano Kendrick Lamar, contida em seu terceiro álbum de estúdio Starboy (2016). A faixa foi escrita por ambos os artistas, juntamente com Doc McKinney, Daniel Wilson, Robert John Richardson e Ali Shaheed Muhammad, e foi produzida por McKinney, Bobby Raps e Muhammad. Esta foi uma das canções de Starboy incluídas no curta-metragem Mania. A faixa conta com vocais adicionais de Daniel Wilson, e marca a primeira colaboração entre The Weeknd e Lamar.